# بانکوفکا
بانکوفکا (انگلیسی: Bankovka) یک شهرک در شهرستان استرلیباشفسکی استان باشقیرستان کشور روسیه است.